# Registro Único de Aspirantes a Guarda con Fines Adoptivos
La Dirección Nacional del Registro Único de Aspirantes a Guarda con Fines Adoptivos (D.N.R.U.A.) de la República Argentina, dependiente del Ministerio de Justicia y Derechos Humanos de la Nación, tiene como objetivo principal formalizar una lista de aspirantes a guarda con fines adoptivos, conformada por los diferentes Registros Provinciales.
El sistema actual de adopciones en la Argentina tiene base en la ley N° 24.779, promulgada el 26 de marzo de 1997; y se complementa con la Convención sobre los Derechos del Niño - ratificada el 4 de diciembre de 1990 y con jerarquía constitucional desde el año 1994, la ley N° 26.061 de Protección Integral de los Derechos de niñas, niños y adolescente - promulgada el 21 de octubre de 2005 y la ley N° 25.854 - promulgada el 6 de enero de 2004 - que crea la Dirección Nacional del Registro Único de Aspirantes a Guarda con Fines Adoptivos (D.N.R.U.A.).
Según la Convención de los Derechos del Niño en su artículo 9 establece que: 

"…Los Estados Partes velarán por que el niño no sea separado de sus padres contra la voluntad de éstos, excepto cuando, a reserva de revisión judicial, las autoridades competentes determinen, de conformidad con la ley y los procedimientos aplicables, que tal separación es necesaria en el interés superior del niño".

Al respecto, el art. 21 de dicha Convención manifiesta que: 

"Los Estados Partes que reconocen o permiten el sistema de adopción cuidarán de que el interés superior del niño sea considerado primordial  y: a) Velarán por que la adopción del niño solo sea autorizada por las autoridades competentes, las que determinarán, con arreglo a las leyes y a los procedimientos aplicables y sobre la base de toda información pertinente y fidedigna, que la adopción es admisible en vista de la situación jurídica del niño en relación con sus padres, parientes y representantes legales y que, cuando así se requiera, las personas interesadas hayan dado consentimiento a la adopción sobre la base del asesoramiento que pueda ser necesario".

El sistema establece que sea el Juez quien solicite los legajos de los aspirantes que considere acordes a la necesidad y perfil del niño/a, respetando el Interés Superior del mismo. De esta forma, se les proporciona a los jueces, magistrados judiciales y funcionarios del Ministerio Público informes sobre los postulantes a guarda con fines adoptivos.